# Майзельс, Дмитрий Львович
Дмитрий Львович Майзельс (настоящее имя — Самуил Леонтьевич Майзельс; 4 апреля 1888, Минск — ноябрь 1941, Ленинград) — русский поэт и переводчик.

## Биография
Родился в 1888 году в Минске. 27 мая 1910 года прибыл в Нью-Йорк рейсом из Ливерпуля на трансатлантическом лайнере «Мавритания». В Нью-Йорке работал в типографии. К 1914 году он жил уже в Вильно. В 1914—1915 годах служил в армии, был ранен и комиссован, после лечения поселился в Петрограде, где поступил в университет. Входил в литературный кружок «Арион» и был в числе пайщиков журнала «Рудин», издававшегося под эгидой «Ариона». Его стихотворения в 1915—1916 годах публиковались на страницах этого журнала. Там же публиковались Георгий Маслов, Николай Оцуп, Анна Регатт, Всеволод Рождественский, Виктор Тривус, Лариса Рейснер. В эти годы он жил на улице Канонерской, № 12, затем на Английском проспекте, № 46 (угол Торговой, д. 27).
18 мая 1918 года он принимал участие в «Вечере петербургских поэтов», организованном обществом «Арзамас». До 1919 года продолжал участвовать в работе общества «Арион» и принял участие в открытии рязанского Дома искусств, заняв пост товарища председателя этого дома. Публиковался в столичных журналах («Пламя»). Был участником поэтических альманахов Союза поэтов при рязанском Доме искусств. В мае 1920 года Союз поэтов был преобразован в Рязанское отделение Всероссийского союза поэтов и Дмитрий Майзельс был избран его председателем.
В 1918 году в петроградском издательстве «Сиринга» вышел его единственный поэтический сборник «Трюм», с посвящением его возлюбленной Доре Левиной. Переписка Майзельса с Дорой (Теей) Левиной 1914—1927 годов сохранилась в архиве Левиной.
Начало 1920 года провёл в Петрограде, а к лету вернулся в Рязань, но к 1923 году вновь жил в Петрограде, где в это время женился. В 1920 году стихи Майзельса вошли в изданный рязанским отделением Всероссийского Союза поэтов коллективный сборник «Голгофа строф», в 1921 году — в сборники «Коралловый корабль» и «Киноварь» (в последнем сборнике приняли участие Яков Апушкин, Рюрик Ивнев, Вениамин Кисин, Наталия Кугушева, Дмитрий Майзельс, Тарас Мачтет, Борис Пастернак; издание Рязанского отделения Всероссийского союза поэтов. Рязань: Госиздат, 1921), в 1922 году — в сборник «Плетень» (Петровск Саратовской губернии: Книгоиздательство «Плетень»). В августе 1921 года был среди авторов первого номера рукописного журнала «Полишинель» («непериодическое издание декоративной мастерской»). В том же году стал одним из учредителей нового литературного течения люминизма; в объединение также входили Вениамин Кисин, Николай Рещиков (1892—1944), Тарас Мачтет (1891—1938) и Наталья Кугушева. Манифест нового движения «Провозвестники люминизма» (1921) был подписан Вениамином Кисиным, Дмитрием Майзельсом и Николаем Рещиковым; во втором издании 1924 года к авторам были добавлены Тарас Мачтет и Наталья Кугушева. Участвовал в поэтических вечерах люминистов. Работал на курсах практических знаний. Его стихотворение вошло в первый номер альманаха Петербургского объединения обновлённого искусства (1922). В 1927 году подготовил к печати второй поэтический сборник «Караван закатный» (который остался неопубликован). После публикации в коллективном альманахе «31 рука» в том же году был изгнан из Союза поэтов.
В конце 1930-х годов вёл переписку с Гослитиздатом по поводу предполагавшейся книги его переводов из Уолта Уитмена («Листья травы», 450 страниц), но это издание так и не было осуществлено. Предшествующие попытки опубликовать эту книгу (в издательстве «Земля и фабрика» в конце 1920-х годов, в издательстве «Academia» в 1933 году) также не увенчались успехом. В 1939—1941 годах работал доверенным по распространению изданий издательства АН СССР «Академкнига», импортёром гражданского снабжения конторы по распространению изданий Ленинградского отделения АН СССР.
Вернувшись в Петроград в 1922 году Дмитрий Майзельс поселился в Столярном переулке, № 18, с 1924 года жил на проспекте Маклина, № 52. Последние пятнадцать лет жизни (1926—1941) проживал по адресу: улица Казначейская, дом 9, кв. 20. Оставшись с сыном в городе во время блокады Ленинграда, умер от голода в ноябре 1941 года. Похоронен на Преображенском еврейском кладбище. Его сын Павел (1926—1942) умер в апреле 1942 года.
Стихотворения Дмитрия Майзельса вошли в сборник «Русская стихотворная сатира 1908—1917-х годов» (Библиотека поэта. Большая серия. Второе издание. Л.: Советский писатель, 1974).